# Tehnična analiza
Tehnična analiza je študija trgov, predvsem z uporabo grafov za napovedovanje prihodnjih gibanj cen. Študije se nanašajo na podatke o cenah, številu transakcij in odprtih terminskih pogodbah. Z analizo teh podatkov je nemogoče napovedati prihodnost, lahko pa proučevanje preteklih gibanj cen na grafih pomaga tehničnim analitikom predvideti, kaj se bo verjetno zgodilo pri prihajajočih spremembah cen. Tehnična anliza je ena izmed dveh glavnih zvrsti špekulaicij.

## Trendi
Skoraj na vsakem grafu, kjer so prikazane tržne cene, ima cena nagnjenost k trednom. Trend je seveda lahko pozitiven ali negativen ali pa gre vstran. Večina vlagateljev, ki sledi trendu naložbene cena na kapitalskih trgih lahko zasluži denar. Dejstvo je, da gibanje cen omogoča zaslužek. Če bi bile cene pri njihovem gibanju povsem naključne, nihče ne bi imel koristi. Vsi trendi ne trajajo dovolj dolgo, da bi jih bilo  mogoče prepoznati in ukrepati. Dobiček je odvisen tudi od naložbenega obdobja osebe, ki trende analizira. Če so njegove napovedi dolgoročni trendi, je vsakodnevno gibanje cen nepomembno. Če je njegov vidik nekaj dni je dolgoročni trend nepomemben.
Ne glede na dolžino trenda, cene ne sledijo ravni liniji. Okoli trenda cene navadno nihajo. Ko trend spremeni smer, je to najprej razvidno v enem od nihanj. Vendar niso vsa nihanja v trendu spremembe. Morda so le nasprotna nihanja glede trenda, ki se bodo vrnila v smer trenda.

## Moment
Na finančnih trgih je "moment" beseda, ki se običajno uporablja za opis hitrosti, s katero se spreminjajo gibanja cen. Klasično je trend "cene" niz cen, ki se na splošno gibljejo v isti smeri (navzgor, navzdol ali vstran). Vemo pa, da se cene ne gibljejo v eno smer neskončno dolgo.  Sprememba trendov je lahko le drugačen naklon ali stopnja sprememb.
Tradicionalni način merjenja momenta je izračunavanje sprememb cen v časovnem intervalu. Če je sprememba konstantna, se moment ne spreminja. Če se sprememba zmanjša lahko pride do padca cen. Ko pa se moment poveča, prejmemo opozorilo, da je povečanje cene mogoče. Vendar je potrebno biti pazljiv pri razlagi sprememb momenta, sprememba momenta namreč ne prinese nujno sprememb v smeri cen.

## Um, Metoda in Denar (3M - Mind, Method and Money)
Uspešno trgovanje je odvisno od 3M - uma, metode in denarja.
Začetniki se osredotočajo na analizo, profesionalci pa delujejo v tridimenzionalnem prostoru. Zavedajo se psihologije trgovanja - lastnih občutkov in množične psihologije trgov. Vsak trgovec ima svoj način za izbiro delnic, opcij ali terminskih pogodb ter natančna pravila za signal - odločitev, kdaj kupiti ali prodati.
Denar se nanaša na to, kako se upravlja z denarjem namenjenim za trgovanje.